# LEGO Jurassic World (televíziós sorozat)
A LEGO Jurassic World (eredeti cím: Lego Jurassic World: Legend of Isla Nublar) 2019-ben vetített amerikai–kanadai televíziós sorozat, amelyet Adam Beechen, Jason Cosler, Lars Danielsen és David Shayne alkotott a 2015-ös Jurassic World című film előzményeként.
A Producerei Jason Cosler és Lars Danielsen. A rendezői Ken Cunningham és Andrew Duncan. A sorozat az Atomic Cartoons és a LEGO gyártásában készült, forgalmazója a The Family Channel. Műfaját tekintve filmvígjáték-sorozat, kalandfilmsorozat.
Kanadában 2019. július 6-tól volt látható az Family Channelen. Amerikában 2019. szeptember 14-én mutatta be a Nickelodeon. Magyarországon 2020. július 20-án mutatta be a Nickelodeon.

## Ismertető
A sorozat Isla Nublar szigetén játszódik. Owen Grady és a park üzemeltetési igazgatója, Claire Dearing arra törekszenek, hogy a vidámpark ne menjen csődbe. Dennis Nedry unokaöccse, Danny Nedermeyer pedig azon van, hogy tönkre tegye a parkot.

## Szereplők

### Főszereplők
| Szereplő         | Eredeti hang    | Magyar hang      |
| ---------------- | --------------- | ---------------- |
| Owen Grady       | Ian Hanlin      | Ágoston Péter    |
| Claire Dearing   | Britt McKillip  | Laurinyecz Réka  |
| Simon Masrani    | Dhirendra       | Hamvas Dániel    |
| Danny Nedermeyer | Adrian Petriw   | Baráth István    |
| Vic Hoskins      | Alex Zahara     | Varga Gábor      |
| Sinjin           | Andrew Kavadas  | Galbenisz Tomasz |
| Dr. Henry Wu     | Vincent Tong    | Pál Tamás        |
| Allison Miles    | Bethany Brown   | Dobó Enikő       |
| Hudson Harper    | Nicholas Holmes | Maszlag Bálint   |
| Stella           | Sabrina Pitre   | Illésy Éva       |

### Mellékszereplők
| Szereplő           | Eredeti hang   | Magyar hang          |
| ------------------ | -------------- | -------------------- |
| Dianne             | Patricia Drake | Farkasinszky Edit    |
| Dr. Ian Malcolm    | Bradley Duffy  | Szabó Sipos Barnabás |
| Dr. Alan Grant     | Adrian Hough   | Kőszegi Ákos         |
| Larson Mitchell    | Kirby Morrow   | Molnár Levente       |
| Mel Créme séf      | Kirby Morrow   | Bordás János         |
| Forrest Farrington | Michael Dobson | Bordás János         |
| Popcornos          | Michael Dobson | Gardi Tamás          |
| IT                 | Michael Dobson | Németh Attila István |
| Markus             | Vincent Tong   | Szentirmai Zsolt     |
| Mr. DNS            | Vincent Tong   | Szentirmai Zsolt     |
| Dennis Nedry       | William Kuklis |                      |

## Epizódok
| Évad | Évad          | Epizód | Kanadai sugárzás   | Kanadai sugárzás   | Kanadai adó    | Amerikai sugárzás    | Amerikai sugárzás   | Amerikai adó | Magyar sugárzás   | Magyar sugárzás    | Magyar adó |
| Évad | Évad          | Epizód | Évadpremier        | Évadfinálé         | Kanadai adó    | Évadpremier          | Évadfinálé          | Amerikai adó | Évadpremier       | Évadfinálé         | Magyar adó |
| ---- | ------------- | ------ | ------------------ | ------------------ | -------------- | -------------------- | ------------------- | ------------ | ----------------- | ------------------ | ---------- |
|      | Film          | Film   | 2018. december 1.  | 2018. december 1.  | Family Channel | 2018. november 29.   | 2018. november 29.  | Nickelodeon  | 2020. július 20.  | 2020. július 21.   |            |
|      | 1             | 13     | 2019. július 6.    | 2019. október 30.  | Family Channel | 2019. szeptember 14. | 2020. március 1.    | Nickelodeon  | 2020. július 22.  | 2020. augusztus 7. |            |
|      | Különkiadások | 2      | 2020. november 22. | 2020. november 22. | Family Channel | 2020. augusztus 23.  | 2020. augusztus 30. | Nickelodeon  | 2021. március 13. | 2021. március 13.  |            |

### Film (2018)
| # | # | Eredeti cím                             | Magyar cím                           | Rendezte      | Írta                       | Eredeti premier   | Eredeti premier    | Magyar premier      |
| # | # | Eredeti cím                             | Magyar cím                           | Rendezte      | Írta                       | Kanada            | Amerika            | Magyar premier      |
| - | - | --------------------------------------- | ------------------------------------ | ------------- | -------------------------- | ----------------- | ------------------ | ------------------- |
| 0 | 0 | LEGO Jurassic World: The Secret Exhibit | LEGO Jurassic World: A titkos tárlat | Andrew Duncan | David Shayne, Jeremy Adams | 2018. december 1. | 2018. november 29. | 2020. július 20/21. |

### 1. évad (2019)
| #   | #   | Eredeti cím                | Magyar cím                 | Rendezte                       | Írta             | Eredeti premier      | Eredeti premier      | Magyar premier     |
| #   | #   | Eredeti cím                | Magyar cím                 | Rendezte                       | Írta             | Kanada               | Amerika              | Magyar premier     |
| --- | --- | -------------------------- | -------------------------- | ------------------------------ | ---------------- | -------------------- | -------------------- | ------------------ |
| 1.  | 1.  | Mission: Critical!         | Kritikán aluli küldetés    | Ken Cunningham & Andrew Duncan | Adam Beechen     | 2019. július 6.      | 2019. szeptember 14. | 2020. július 22.   |
| 2.  | 2.  | Stampede!                  | Gyülekező felhők           | Ken Cunningham & Andrew Duncan | Mairghread Scott | 2019. július 13.     | 2019. szeptember 21. | 2020. július 23.   |
| 3.  | 3.  | The Hybrid Horror!         | Hybrid hajtóvadászat       | Ken Cunningham & Andrew Duncan | David McDermott  | 2019. július 20.     | 2019. szeptember 28. | 2020. július 24.   |
| 4.  | 4.  | Pteranodon't!              | Szárnyaló szörnyülő        | Ken Cunningham & Andrew Duncan | Jeremy Adams     | 2019. július 27.     | 2019. október 5.     | 2020. július 27.   |
| 5.  | 5.  | The Power and the Peril!   | Vészleállás veszteségekkel | Ken Cunningham & Andrew Duncan | David Shayne     | 2019. szeptember 6.  | 2019. október 12.    | 2020. július 28.   |
| 6.  | 6.  | Spit Take!                 | Szökevény szörnyeteg       | Ken Cunningham & Andrew Duncan | Mairghread Scott | 2019. szeptember 9.  | 2020. január 5.      | 2020. július 29.   |
| 7.  | 7.  | Fish Story!                | Peca tortúra               | Ken Cunningham & Andrew Duncan | David McDermott  | 2019. szeptember 10. | 2020. január 12.     | 2020. július 30.   |
| 8.  | 8.  | Blown Away!                | Szélnek eresztve           | Ken Cunningham & Andrew Duncan | Jeremy Adams     | 2019. szeptember 11. | 2020. január 19.     | 2020. július 31.   |
| 9.  | 9.  | Haunted and Hunted!        | Szellemes sziget           | Ken Cunningham & Andrew Duncan | David Shayne     | 2019. szeptember 13. | 2020. január 26.     | 2020. augusztus 3. |
| 10. | 10. | To the Extreme!            | Eszméletlen extrém         | Ken Cunningham & Andrew Duncan | David McDermott  | 2019. szeptember 26. | 2020. február 2.     | 2020. augusztus 4. |
| 11. | 11. | Symptoms!                  | Eszeveszett hajsza         | Ken Cunningham & Andrew Duncan | Jeremy Adams     | 2019. október 11.    | 2020. február 16.    | 2020. augusztus 5. |
| 12. | 12. | Under the Volcano!         | A szörny gyomrában         | Ken Cunningham & Andrew Duncan | Adam Beechen     | 2019. október 29.    | 2020. február 23.    | 2020. augusztus 6. |
| 13. | 13. | The Monsters and the Mech! | Szörnyek, kontra gépszörny | Ken Cunningham & Andrew Duncan | Adam Beechen     | 2019. október 30.    | 2020. március 1.     | 2020. augusztus 7. |

### Különkiadások (2020)
| #  | #  | Eredeti cím    | Magyar cím      | Rendezte       | Írta         | Eredeti premier    | Eredeti premier     | Magyar premier                |
| #  | #  | Eredeti cím    | Magyar cím      | Rendezte       | Írta         | Kanada             | Amerika             | Magyar premier                |
| -- | -- | -------------- | --------------- | -------------- | ------------ | ------------------ | ------------------- | ----------------------------- |
| 1. | 1. | Double Trouble | Dupla kalamajka | Ken Cunningham | Adam Beechen | 2020. november 22. | 2020. augusztus 23. | 2021. március 13. (Nicktoons) |
| 2. | 2. | Double Trouble | Dupla kalamajka | Ken Cunningham | Adam Beechen | 2020. november 22. | 2020. augusztus 30. | 2021. március 13. (Nicktoons) |

## Nemzetközi sugárzások
Ausztráliában a 9Go! mutatta be 2019. augusztus 15-én. Egyesült Királyságban az ITV vetítette 2019. szeptember 7-től.